# Montcléra
 Montcléra  (en occitano Montclarat) es una población y comuna francesa, situada en la región de Mediodía-Pirineos, departamento de Lot, en el distrito de Cahors y cantón de Cazals.

## Demografía
| 380 | 360 | 335 | 291 | 317 | 291 |
| Para los censos de 1962 a 1999 la población legal corresponde a la población sin duplicidades (Fuente: INSEE [Consultar]) |     |     |     |     |     |